# مسعود فريدون
مسعود فريدون، لاعب كرة قدم إيراني. من مواليد دولة الكويت، دام مشواره الرياضي 22 سنة منذ 1997 
بدء مسعود اللعب منذ الصغر في نادي السالمية إلى أن انتقل للعلب مع نادي النصر بنطام الإعارة و هو معهم بنظام الاعاره. ولعب لنادي نادي السالمية. وهو الآن يلعب مع نادي الشباب الكويتي.